# Fabienne Berger
Pour les articles homonymes, voir Berger (homonymie).
Fabienne Berger, née le 30 août 1953 à Lausanne, est une danseuse et chorégraphe suisse du canton de Vaud.

## Biographie

### Origines et famille
Fabienne Berger naît le 30 août 1953 à Lausanne, dans le canton de Vaud. Son père est Suisse ; sa mère, Hongroise. 
Elle déménage à Sydney, en Australie, à l'âge de 7 ans avec sa famille avant de revenir en Suisse en 1966.
Elle épouse en 1996 Xavier Munger, administrateur.

### Formation
Elle suit des cours de danse classique dès son plus jeune âge, complétés par une formation en danse jazz de 1966 à 1970 et de danse moderne à partir de 1978. 
Elle se forme par ailleurs en 1981 et 1982 aux États-Unis aux techniques José Limón et Lester Horton, notamment auprès de Bella Lewitzky et Aaron Osborne (en).

### Compagnie et spectacles
Elle crée sa propre compagnie (Compagnie Fabienne Berger) en 1983,. Elle se stabilise autour de cinq personnes : Fabienne Berger, Nathalie Favre, Gabrielle Renaud, Joëlle Hediguer et Roger Godat.
Son travail, qui s'inscrit dans la fusion entre la danse et le théâtre, est comparé par des critiques à celui de Maguy Marin.

### Autres activités
Elle pratique le yoga et l’aïkido et les enseigne en tant que professeur indépendante de 1982 à 1989.

## Créations
- 1985 : Ins-temps passe, à Fribourg puis Vernier (Genève)[5], sélectionné pour le Concours chorégraphique international de Bagnolet[4]
- 1986 : Trop petite, présenté en première au Festival d'Avignon[6]
- 1988 : Les Figurants, au Théâtre municipal de Lausanne. Le spectacle est un hommage aux peuples déchirés par la guerre[7],[8].
- 1991 : Les Cavernes du Ciel, à Genève[9],[10]
- 1993 : Homme à terre, à l'Arsenic[11]
- 1994 : Traverse, tremble, à Avenches[12],[13]
- 1996 : Demain, à l'Arsenic[2]
- 1997 : Au-dessus d'elles et Chemins bleus, à l'Arsenic[14],[15]
- 1998 : Emlék, qui signifie « mémoire » en hongrois, créé avec des danseurs hongrois à Budapest[16]
- 2001 : Natal, au Théâtre municipal de Lausanne[17]
- 2003 : Avril en mai, au Festival international de Lausanne[18]
- 2012 : Phren, qui signifie « conscience » en grec ancien, à Villars-sur-Glâne[19]

## Distinction
- 1983 : deuxième prix du Concours international de chorégraphie de Nyon en catégorie solo[6]
- 1989 : prix des jeunes créateurs de la Fondation vaudoise pour la promotion et la création artistiques[1]
- 2002 : prix culturel du canton de Fribourg[1]